# Ol'ha Savčuk
Ol'ha Mykolaïvna Savčuk, accreditata come Olga Savchuk dalla WTA (in ucraino Ольга Миколаївна Савчук?; Donec'k, 20 settembre 1987), è un'allenatrice di tennis ed ex tennista ucraina.

## Biografia
Figlia di Nikolaj e Ėlena, ha un fratello di nome Ivan. Vive a Nassau, nelle Bahamas.
All'Australian Open 2006 - Singolare femminile giunse al terzo turno dove perse contro Elena Vesnina.
Nel 2008 vinse il Tashkent Open 2008 - Doppio in coppia con Ioana Raluca Olaru battendo Nina Bratčikova e Kathrin Wörle con il punteggio di 5-7, 7-5, [10-7].
Nel ranking raggiunse la 79ª posizione il 19 maggio del 2008.
Nel 2010 arrivò in finale al Copa Sony Ericsson Colsanitas doppio in coppia con Nastas'sja Jakimava. Le avversarie furono Gisela Dulko e Edina Gallovits.

## Statistiche WTA

### Doppio

#### Vittorie (3)
| Legenda: Prima del 2009 | Legenda: Dal 2009     |
| ----------------------- | --------------------- |
| Grande Slam (0)         |                       |
| Ori Olimpici (0)        |                       |
| WTA Finals (0)          |                       |
| Tier I (0)              | Premier Mandatory (0) |
| Tier II (0)             | Premier 5 (0)         |
| Tier III (0)            | Premier (0)           |
| Tier IV (1)             | International (2)     |

| N. | Data            | Torneo                              | Superficie  | Compagna            | Avversario in finale             | Punteggio        |
| 1. | 5 ottobre 2008  | Tashkent Open, Tashkent             | Cemento     | Raluca Olaru        | Nina Bratčikova Kathrin Wörle    | 5-7, 7-5, [10-7] |
| 2. | 13 aprile 2014  | BNP Paribas Katowice Open, Katowice | Cemento (i) | Julija Bejhel'zymer | Klára Koukalová Monica Niculescu | 6-4, 5-7, [10-7] |
| 3. | 14 gennaio 2017 | Hobart International, Hobart        | Cemento     | Ioana Raluca Olaru  | Gabriela Dabrowski Yang Zhaoxuan | 0-6, 6-4, [10-5] |

#### Sconfitte (6)
| Legenda               |
| --------------------- |
| Grande Slam (0)       |
| Argenti Olimpici (0)  |
| WTA Finals (0)        |
| Premier Mandatory (0) |
| Premier 5 (0)         |
| Premier (1)           |
| International (5)     |

| N. | Data             | Torneo                           | Superficie  | Compagna            | Avversarie in finale                  | Punteggio        |
| 1. | 21 febbraio 2010 | Copa Colsanitas, Bogotà          | Terra rossa | Nastas'sja Jakimava | Gisela Dulko Edina Gallovits-Hall     | 2-6, 6(6)-7      |
| 2. | 8 marzo 2015     | BMW Malaysian Open, Kuala Lumpur | Cemento     | Julija Bejhel'zymer | Liang Chen Wang Yafan                 | 6-4, 3-6, [4-10] |
| 3. | 19 luglio 2015   | Swedish Open, Båstad             | Terra rossa | Tatjana Maria       | Kiki Bertens Johanna Larsson          | 5-7, 4-6         |
| 4. | 2 agosto 2015    | Baku Cup, Baku                   | Cemento     | Vitalija D'jačenko  | Margarita Gasparjan Aleksandra Panova | 3-6, 5-7         |
| 5. | 7 gennaio 2017   | Shenzhen Open, Shenzhen          | Cemento     | Ioana Raluca Olaru  | Andrea Hlaváčková Peng Shuai          | 1-6, 5-7         |
| 6. | 18 febbraio 2017 | Qatar Total Open, Doha           | Cemento     | Jaroslava Švedova   | Abigail Spears Katarina Srebotnik     | 3-6, 6(7)-7      |

## Circuito WTA 125

### Doppio

#### Vittorie (1)
| N. | Data            | Torneo                    | Superficie | Compagna        | Avversario in finale    | Punteggio           |
| 1. | 2 novembre 2014 | Ningbo Challenger, Ningbo | Cemento    | Arina Rodionova | Han Xinyun Zhang Kailin | 4–6, 7–6(2), [10–6] |

## Risultati in progressione
| Sigla | Risultato               |
| ----- | ----------------------- |
| V     | Vincitore               |
| F     | Finalista               |
| SF    | Semifinalista           |
| O     | Oro olimpico            |
| A     | Argento olimpico        |
| SF    | Bronzo olimpico         |
| QF    | Quarti di Finale        |
| 4T    | Quarto turno            |
| 3T    | Terzo turno             |
| 2T    | Secondo turno           |
| 1T    | Primo turno             |
| RR    | Round Robin             |
| LQ    | Turno di qualificazione |
| A     | Assente                 |
| ND    | Non disputato           |

| Legenda superfici    |
| -------------------- |
| Cemento              |
| Terra battuta        |
| Erba                 |
| Superficie variabile |

### Singolare nei tornei del Grande Slam
| Torneo          | 2006 | 2007 | 2008 | 2009 | 2010 | 2011 | 2012 | 2013 | 2014 | 2015 | 2016 | 2017 |
| --------------- | ---- | ---- | ---- | ---- | ---- | ---- | ---- | ---- | ---- | ---- | ---- | ---- |
| Australian Open | 3T   | 1T   | 1T   | A    | A    | A    | A    | A    | A    | A    | A    | A    |
| Open di Francia | 1T   | 2T   | 1T   | A    | A    | A    | A    | A    | A    | A    | A    | A    |
| Wimbledon       | 1T   | A    | 1T   | A    | A    | A    | A    | A    | A    | A    | A    | A    |
| US Open         | 1T   | 1T   | A    | A    | 1T   | A    | A    | A    | A    | A    | A    | A    |

### Doppio nei tornei del Grande Slam
| Torneo          | 2006 | 2007 | 2008 | 2009 | 2010 | 2011 | 2012 | 2013 | 2014 | 2015 | 2016 | 2017 |
| --------------- | ---- | ---- | ---- | ---- | ---- | ---- | ---- | ---- | ---- | ---- | ---- | ---- |
| Australian Open | A    | A    | 1T   | 2T   | 2T   | 2T   | 1T   | A    | 1T   | 1T   | 2T   | 2T   |
| Open di Francia | A    | A    | 1T   | 2T   | 1T   | 1T   | A    | A    | 1T   | 2T   | 1T   |      |
| Wimbledon       | A    | A    | 1T   | 1T   | 2T   | 1T   | 1T   | 2T   | 1T   | 2T   | 1T   |      |
| US Open         | 1T   | A    | A    | 1T   | 1T   | 2T   | 1T   | A    | 2T   | 2T   | 2T   |      |

### Doppio misto nei tornei del Grande Slam
| Torneo          | 2006 | 2007 | 2008 | 2009 | 2010 | 2011 | 2012 | 2013 | 2014 | 2015 | 2016 | 2017 |
| --------------- | ---- | ---- | ---- | ---- | ---- | ---- | ---- | ---- | ---- | ---- | ---- | ---- |
| Australian Open | A    | A    | A    | A    | A    | A    | A    | A    | A    | A    | A    | A    |
| Open di Francia | A    | A    | A    | A    | A    | A    | A    | A    | A    | A    | 1T   |      |
| Wimbledon       | A    | A    | A    | A    | A    | A    | A    | A    | 1T   | 3T   | 1T   |      |
| US Open         | A    | A    | A    | A    | A    | A    | A    | A    | A    | A    | 1T   |      |